# Bullingerkirche (Zürich-Hard)

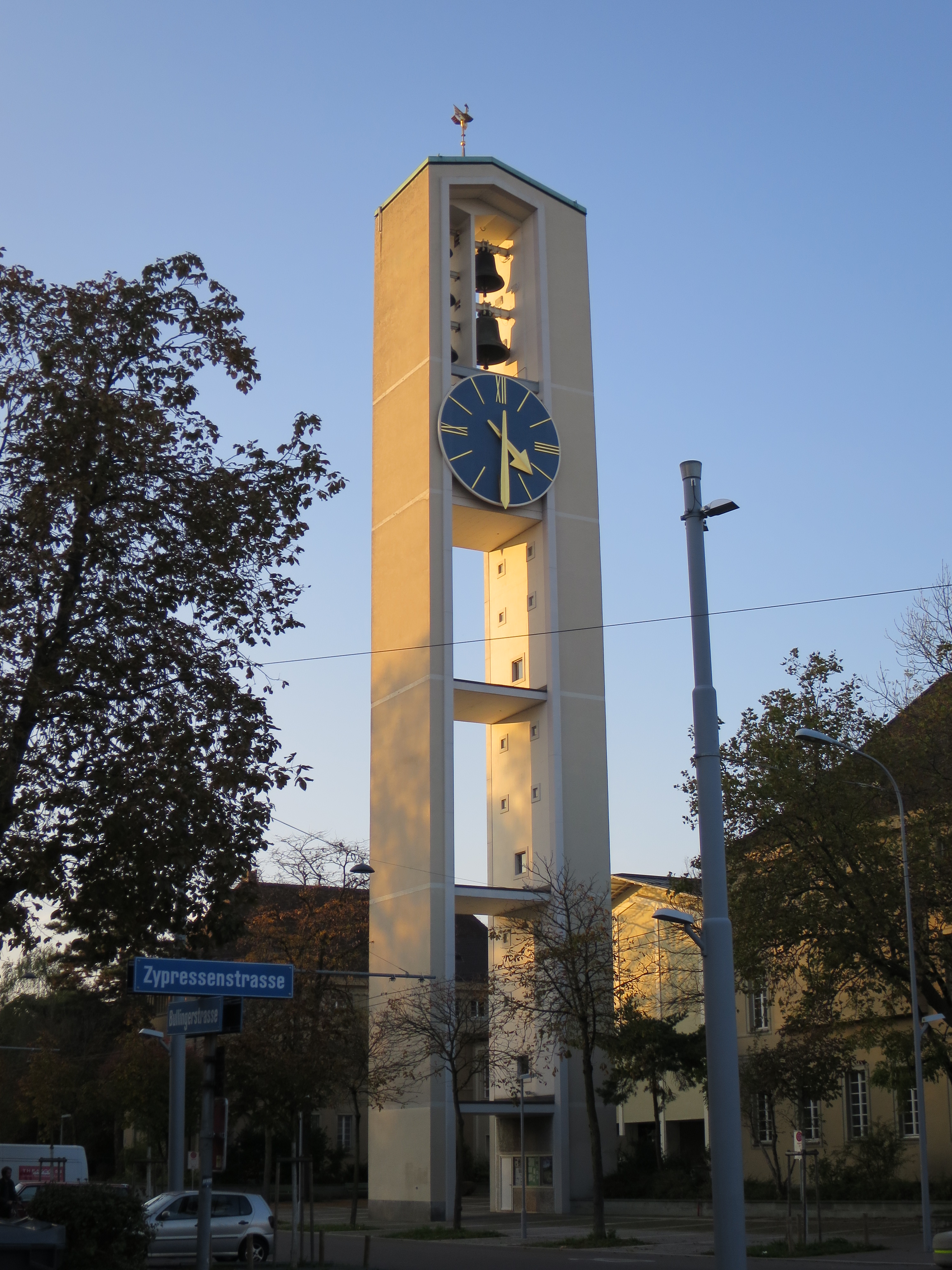
Glockenträger der Bullingerkirche

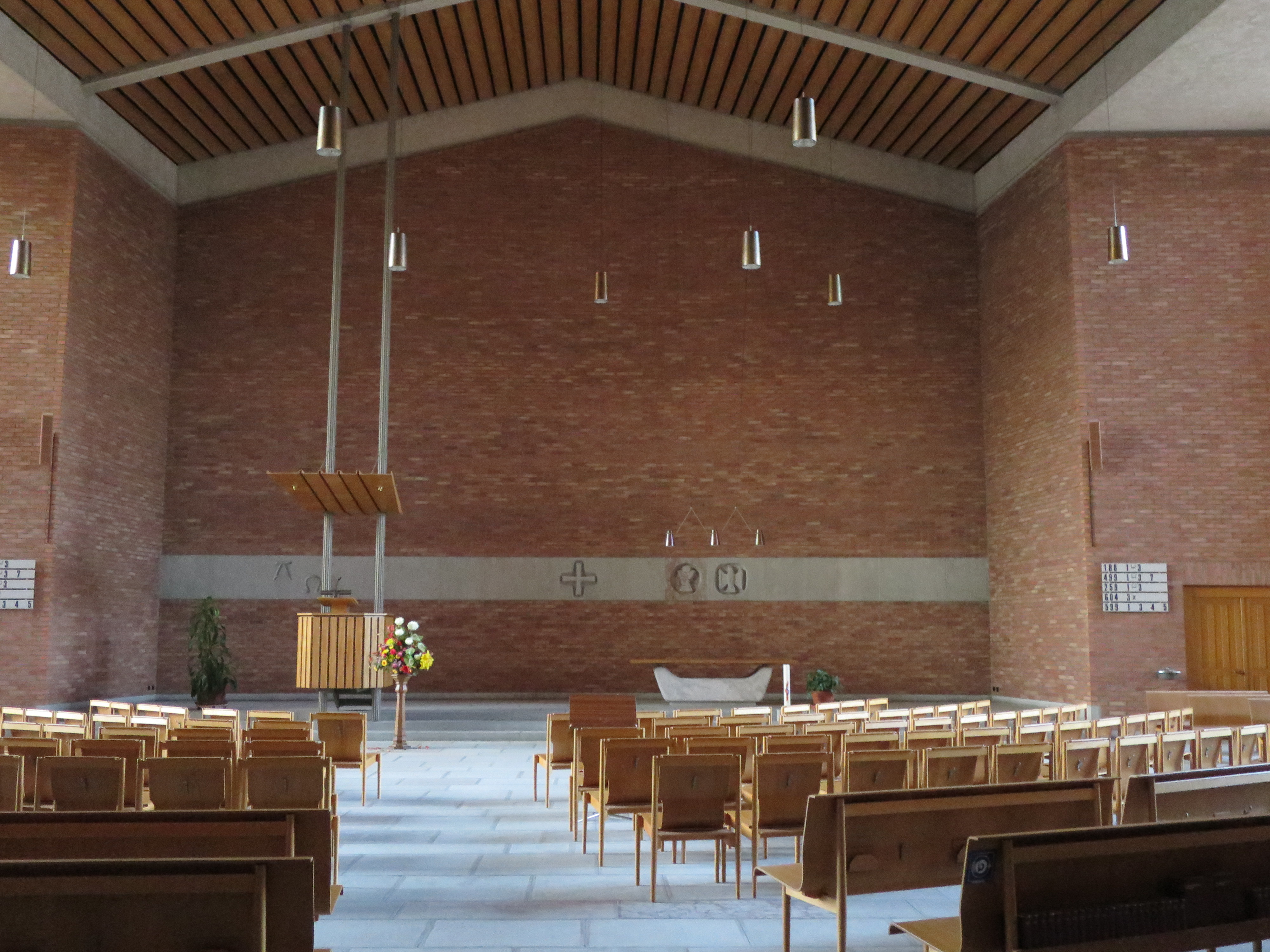
Innenraum mit Liturgiezone

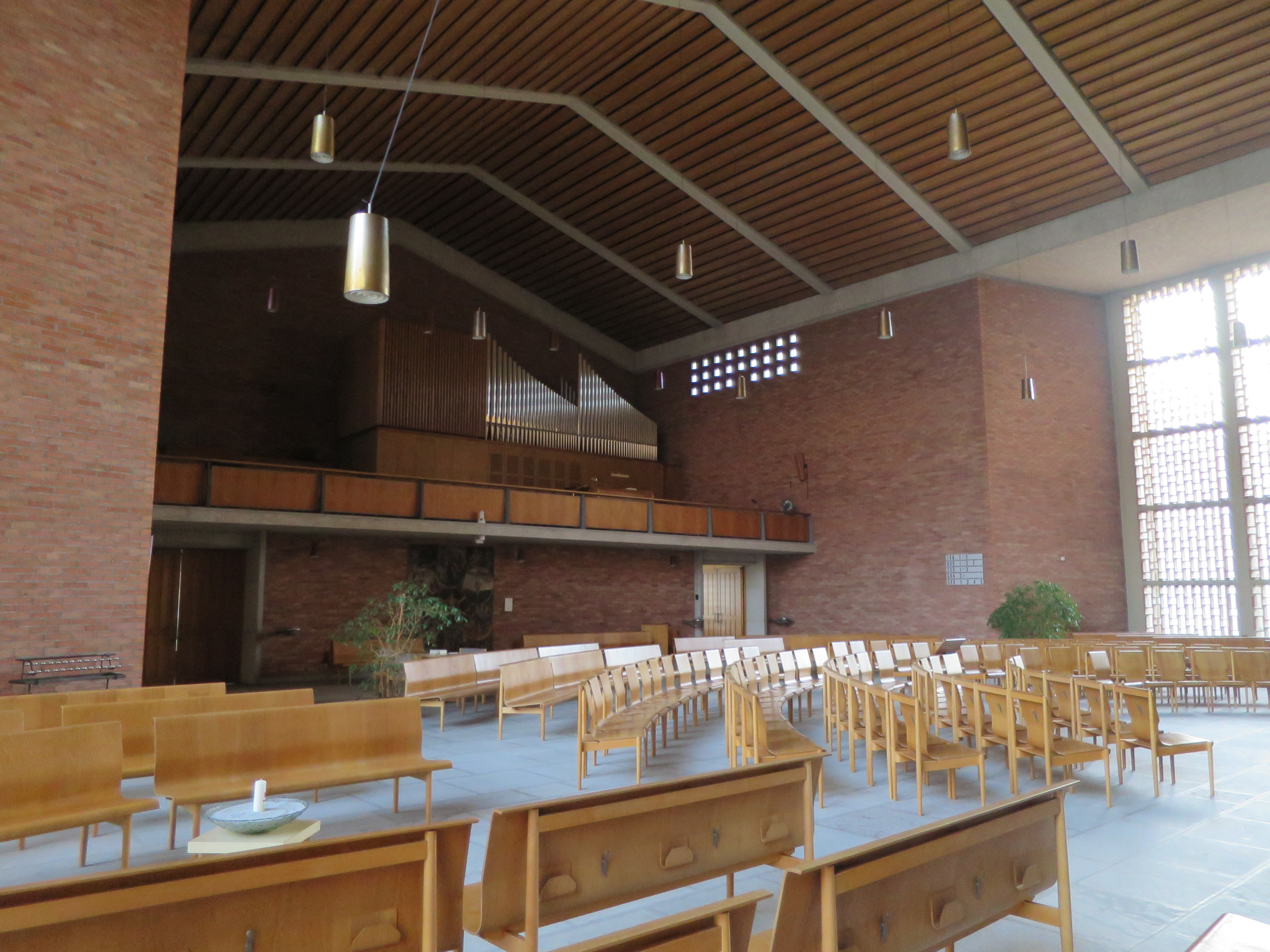
Innenraum mit Empore

Die Bullingerkirche ist ein evangelisch-reformiertes Kirchengebäude am Bullingerplatz im Zürcher Stadtquartier Hard.

## Name
Der Name des ab 1925 in drei Etappen entstandenen Gebäudekomplexes, bestehend aus dem Kirchgemeindehaus, zwei Pfarrhäusern und der Kirche, bezieht sich auf den Reformator und Theologen Heinrich Bullinger (1504–1575). Der Kirchenname betont somit die evangelische Ausrichtung und die Bedeutung Zürichs als Reformatorenstadt. (Die 200 Meter entfernte römisch-katholischen Kirche St. Felix und Regula, die seit 1927 besteht, ist dagegen den Zürcher Stadtheiligen Felix und Regula geweiht und verwahrt deren Reliquien. Im Gegensatz zur Bullingerkirche betont sie somit die katholischen Aspekte der Zürcher Geschichte.) 

## Geschichte
Das aufstrebende Quartier Zürich-Hard erhielt 1925 ein erstes Kirchengebäude, das zusammen mit dem Kirchgemeindehaus und dem älteren der beiden im Westen errichteten Pfarrhäuser eine erste Bauetappe des heutigen Gebäudekomplexes bildete. Der von Karl Kündig und Heinrich Oetiker errichtete Bau war eines der ersten Kirchenzentren der Schweiz. Er war formal einem Palastbau mit zwei breiten Eckrisaliten nachempfunden.
1930 erfolgte der Bau des zweiten Pfarrhauses. Der Kirchenraum befand sich auf der Mittelachse, während die Seitenflügel als Kirchgemeindehaus und Pfarrhaus dienten. Diese Struktur wurde beim Kirchenneubau, der 1953 bis 1956 nach Plänen von Hans Pfister und Kurt Pfister realisiert wurde, beibehalten. Die neue Kirche erhebt sich anstelle des Vorgängerbaus zwischen den erhaltenen Seitenflügeln. 1955 erfolgte der Bau der heutigen Orgel, 1956 wurden die Glocken in den freistehenden Turm aufgezogen. 1986 erfolgte eine Turmsanierung und 1995 eine Aussensanierung der Kirche.
Von März 2023 bis 2027 nutzen der Kanton und die Stadt Zürich die Bullingerkirche als provisorischen Sitzungsort des Kantonsrats respektive des Stadtparlaments während der Sanierung des Rathauses.

## Beschreibung

### Äusseres
Dominant ist der aus zwei Sichtbetonpfeilern und Zwischenverstrebungen bestehende Campanile. Unterhalb des offenen Glockengeschosses, das fünf Glocken enthält, sind die Zifferblätter angebracht. Der Turm wird durch einen abgewinkelten Abschluss und einem Turmhahn bekrönt. 
Das fünfstimmige Glockengeläut in Leichtrippenguss wurde 1956 von der Giesserei H. Rüetschi, Aarau angefertigt und in den Turm aufgezogen.
| Glocke | Name               | Gewicht | Schlagton |
| ------ | ------------------ | ------- | --------- |
| 1      | Pfingstglocke      | 5004 kg | g°        |
| 2      | Himmelfahrtsglocke | 3000 kg | b°        |
| 3      | Osterglocke        | 2100 kg | c′        |
| 4      | Karfreitagsglocke  | 1480 kg | d′        |
| 5      | Weihnachtsglocke   | 0880 kg | f′        |

Die Kirche besitzt den Grundriss eines gedrungenen Kreuzes mit abgeschrägten Mauern und stumpfen Winkeln. Im Gegensatz zum freistehenden Turm nimmt die schlichte Hauptfassade der Kirche die Symmetrie der ursprünglichen Gebäudekonzeption auf. Sie ist fensterlos und wird nur durch die sichtbaren Pfeiler gegliedert. Die offene Vorhalle ist mit Natursteinplatten verkleidet und trägt eine Inschrift: Sie werden auf meine Stimme hören * und es wird eine Herde * ein Hirte werden (Joh 10,16 ). 
Das dreiteilige, U-förmige Gebäudeensemble von Kirche, Kirchgemeindehaus und Pfarrhäusern umschliesst einen grosszügigen Platz, der mit Natursteinplatten und Pflastersteinen belegt ist. Hinter der Kirche befindet sich ein kleiner arena-artiger Platz. 

### Innenraum
Über seitliche Türen gelangt man in den Kirchenraum, der durchgehend mit sichtbaren Backsteinen erbaut ist. Über dem Eingang befindet sich die Empore mit Orgel. Das Kirchenschiff ist im Eingangsbereich relativ schmal, da es direkt an die Seitenflügel der Vorgängerkirche angebaut ist; es verbreitert sich dann zu zwei Querschiffen. Diese enthalten die einzigen Fensterzonen des Kirchenraums. Vor den Fenstern wurde ein Geflecht aus hohlen Backsteinen angebracht. 
Die Liturgiezone ist gegenüber dem flexibel bestuhlbaren Schiff leicht erhöht. Im Zentrum befinden sich der steinerne Abendmahlstisch und die bis zur Decke reichenden dünnen Metallsäulen befestigte Kanzel. Ein horizontales Band aus Beton durchzieht die abschliessende Wand und enthält einige als Reliefs ausgeführte christliche Symbole: Alpha und Omega, Griechisches Kreuz, Kelch und Heiliggeisttaube, die von Otto Münch stammen.

#### Zwischennutzung für das Kantons- und Stadtparlament (seit 2023)
Für die Nutzung der Bullingerkirche als Tagungsort des Kantons- und Stadtparlamentes in den Jahren 2023 bis 2027 wurden bauliche Anpassungen vorgenommen. So wurden die Kanzel abmontiert und vor die Orgel ein Vorhang angebracht. Aus dem Rathaus-Provisorium aus den Messehallen in Oerlikon, wohin die Parlamente während der COVID-19-Pandemie ausgewichen waren, stammt das Mobiliar für die Sitzungen. Der Charakter als Tagungsortes wird durch markante Ringe an der Decke unterstrichen, in die die Beleuchtung, der Schallschutz und die Lautsprecher eingelassen sind. Das Konferenzsystem mit der Abstimmungs-, Protokollierungs- und Übertragungstechnik soll nach der Zwischennutzung im sanierten Rathaus am Limmatquai weiterverwendet werden. Ferner erfolgten eine Schadstoffsanierung der Kirche, bauliche Massnahmen für die Behindertengerechtigkeit sowie Investitionen in Sicherheit und Technik. Die baulichen Anpassungen wurden so geplant, dass nach dem Auszug der Parlamente der ursprüngliche Zustand wiederhergestellt werden kann.
Die Gottesdienste der Bullinger-Gemeinde finden während der Zwischennutzung im früheren Pfarrhaus statt.

### Verziertes Zifferblatt

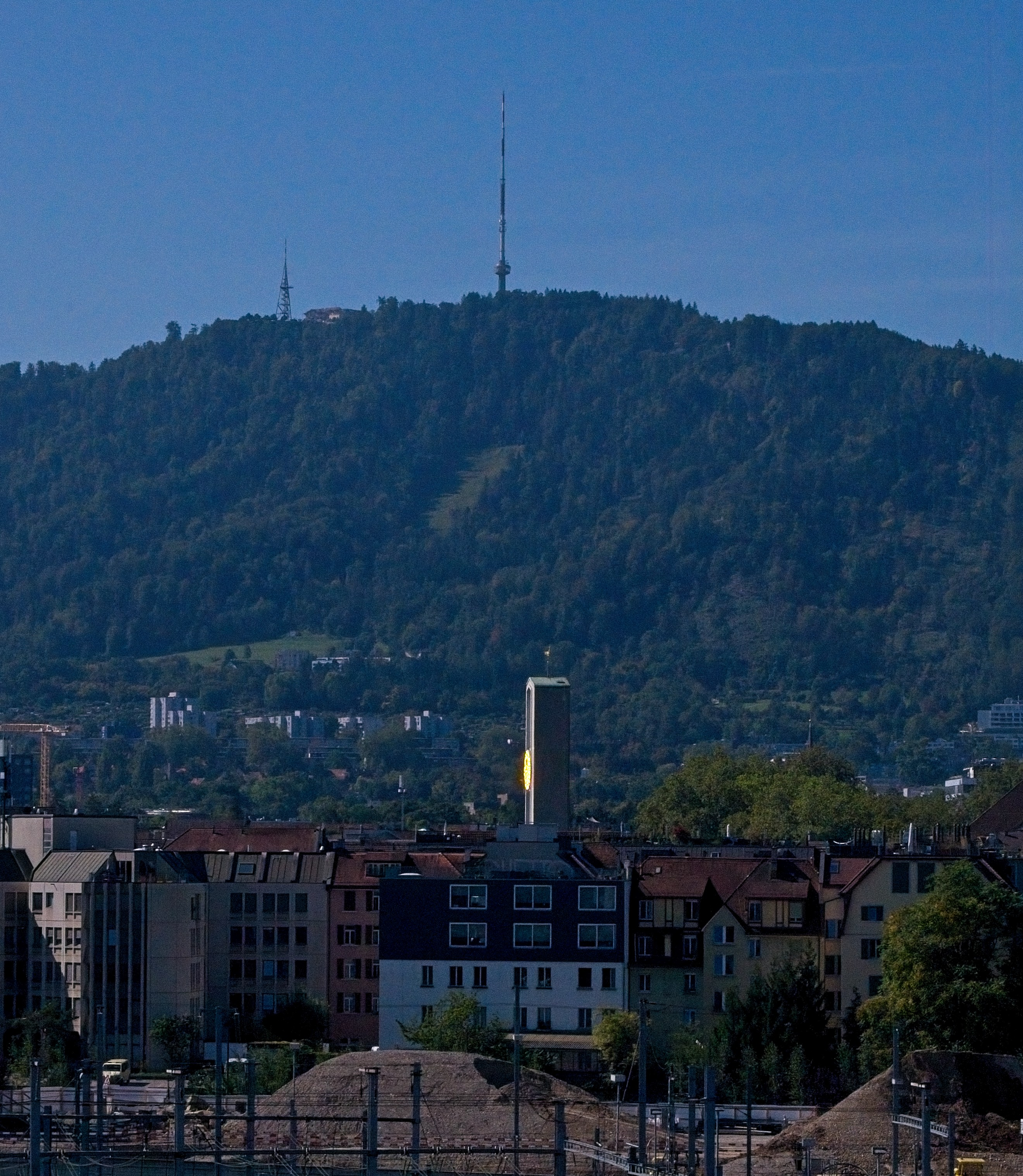
Bullingerkirche am Vormittag von Nordosten her fotografiert.

Im Rahmen eines "Kunst am Bau"-Projekts wurden die Zifferblätter von der Künstlerin Olga Titus mit einer irisierenden Oberfläche verziert. Je nach Sonnenstand und Betrachtungswinkel erscheint das Zifferblatt in anderen Farben und Leuchtstärken.

## Orgel
Im Jahr 1924 wurde eine pneumatische Taschenladenorgel für das Bullingerhaus durch Carl Theodor Kuhn, Männedorf erbaut. Das Instrument besass 16 Register auf zwei Manualen und Pedal. 1954 wurde dieses Instrument verkauft. 
1955 erfolgte der Bau der neuen Orgel mit elektrischen Trakturen durch Orgelbau Kuhn AG, Männedorf mit 38 Registern auf drei Manualen und Pedal. 1998 wurde sie durch die Erbauerfirma revidiert. Hierbei erfolgte der Einbau einer elektronischen Setzeranlage. Seither sind am Spieltisch die verschiedenen Pistons (ausser den Koppeln), die Druckknöpfe unter dem 1. Manual und die kleinen  Wippenschalter über den Registerwippen unnötig geworden.
Disposition:
| I Hauptwerk C–g3 |       |
| Prinzipal        | 8′    |
| Bourdon          | 8′    |
| Gemshorn         | 8′    |
| Oktave           | 4′    |
| Spitzflöte       | 4′    |
| Superoktave      | 2′    |
| Mixtur IV-VI     | 1 ⁄3′ |
| Zinke            | 8′    |

| II Positiv C–g3 |       |
| Suavial         | 8′    |
| Gedackt         | 8′    |
| Quintatön       | 8′    |
| Prinzipal       | 4′    |
| Rohrflöte       | 4′    |
| Flageolet       | 2′    |
| Larigot         | 1 ⁄3′ |
| Mixtur III-V    | 1′    |
| Krummhorn       | 8′    |

| III Schwellwerk C–g3 |        |
| Rohrflöte            | 16′    |
| Prinzipal            | 8′     |
| Rohrflöte            | 8′     |
| Salicional           | 8′     |
| Oktave               | 4′     |
| Hohlflöte            | 4′     |
| Quinte               | 2 ⁄3′  |
| Nachthorn            | 2′     |
| Terz                 | 1 3⁄5′ |
| Scharf IV-VII        | 1 ⁄3′  |
| Trompette harmonique | 8′     |
| Fagott-Oboe          | 8′     |
| Clairon harmonique   | 4′     |

| Pedal C–f1             |     |
| Prinzipalbass          | 16′ |
| Subbass                | 16′ |
| Bourdon (Transmission) | 16′ |
| Principal              | 8′  |
| Spitzflöte             | 8′  |
| Bourdon (Verlängerung) | 8′  |
| Oktave                 | 4′  |
| Bourdon (Verlängerung) | 4′  |
| Mixtur V               | 4′  |
| Posaune                | 16′ |
| Trompete               | 8′  |

- Koppeln: II/I, III/II, I/P, II/P, III/P
- Spielhilfen: Tutti, Registercrescendo, Koppeln aus Crescendo, Absteller Crescendo, elektronische Setzeranlage mit 32 × 6 Kombinationen

## Stadtkloster Zürich
2013 gelangte eine Gruppe reformierter Christen an den Kirchenrat der Evangelisch-reformierten Landeskirche des Kantons Zürich mit einer Petition, die Entstehung eines Stadtklosters zu unterstützen. Der Kirchenrat begrüsste diese Initiative, sodass der am 17. Mai 2015 gegründete Verein Stadtkloster die Vision einer christlich-ökumenischen Gemeinschaft mit klösterlichen Strukturen weiter verfolgen konnte. Das Stadtkloster hatte Gastrecht in der Bullingerkirche und bot dort Tagzeitengebete an. In der Advents- und Passionszeit, um Pfingsten und zum Erntedank gestaltete eine Kerngruppe darüber hinaus Liturgien. Aufgrund des Umbaus der Bullingerkirche für das Provisorium des Kantonsrats zog das Stadtkloster im Frühjahr 2022 weiter ins ehemalige Pfarrhaus; für Gebete und Veranstaltungen nutzt es auch das Schul- und Bethaus Wiedikon.

## Galerie

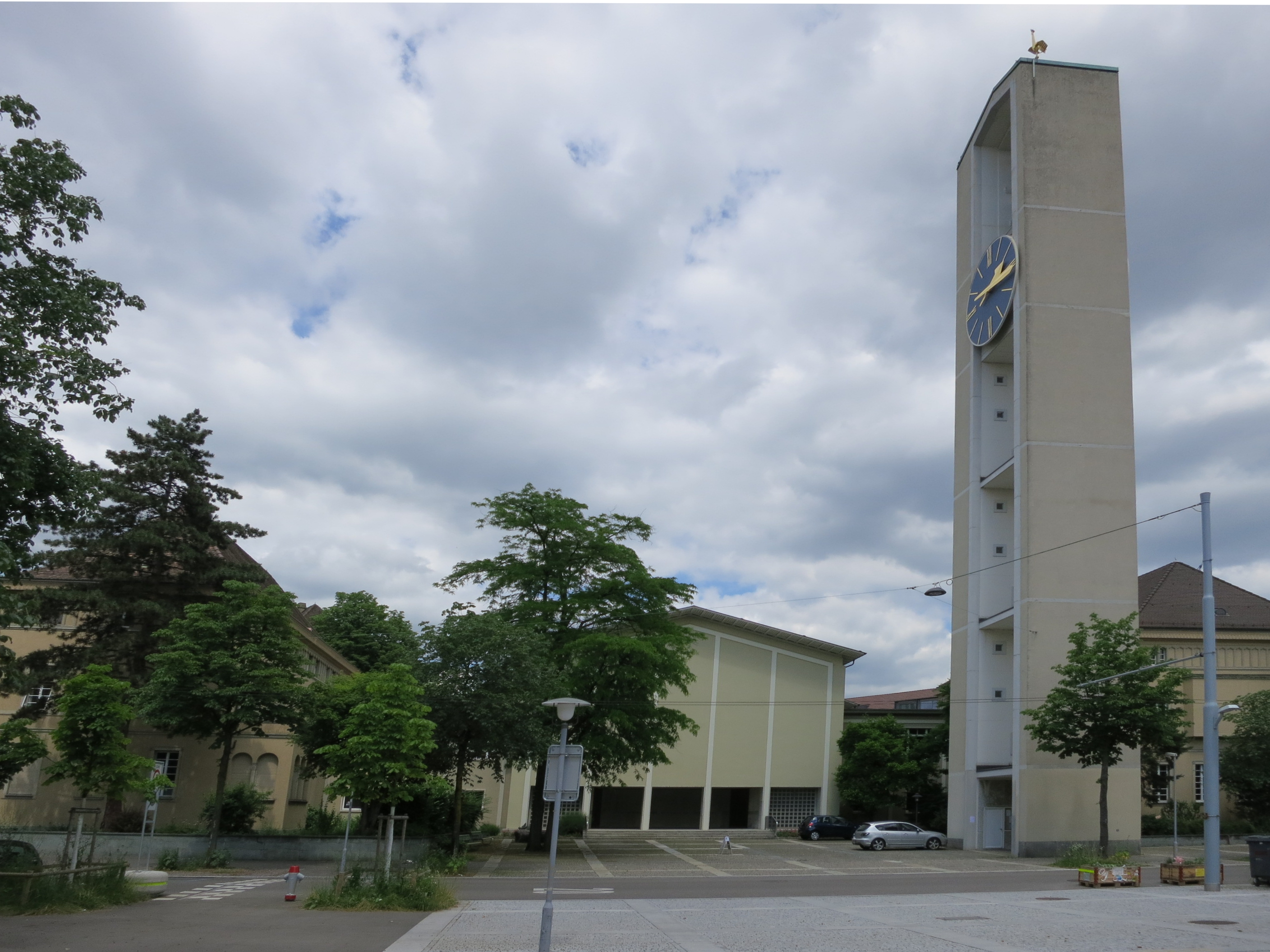
Gesamtanlage
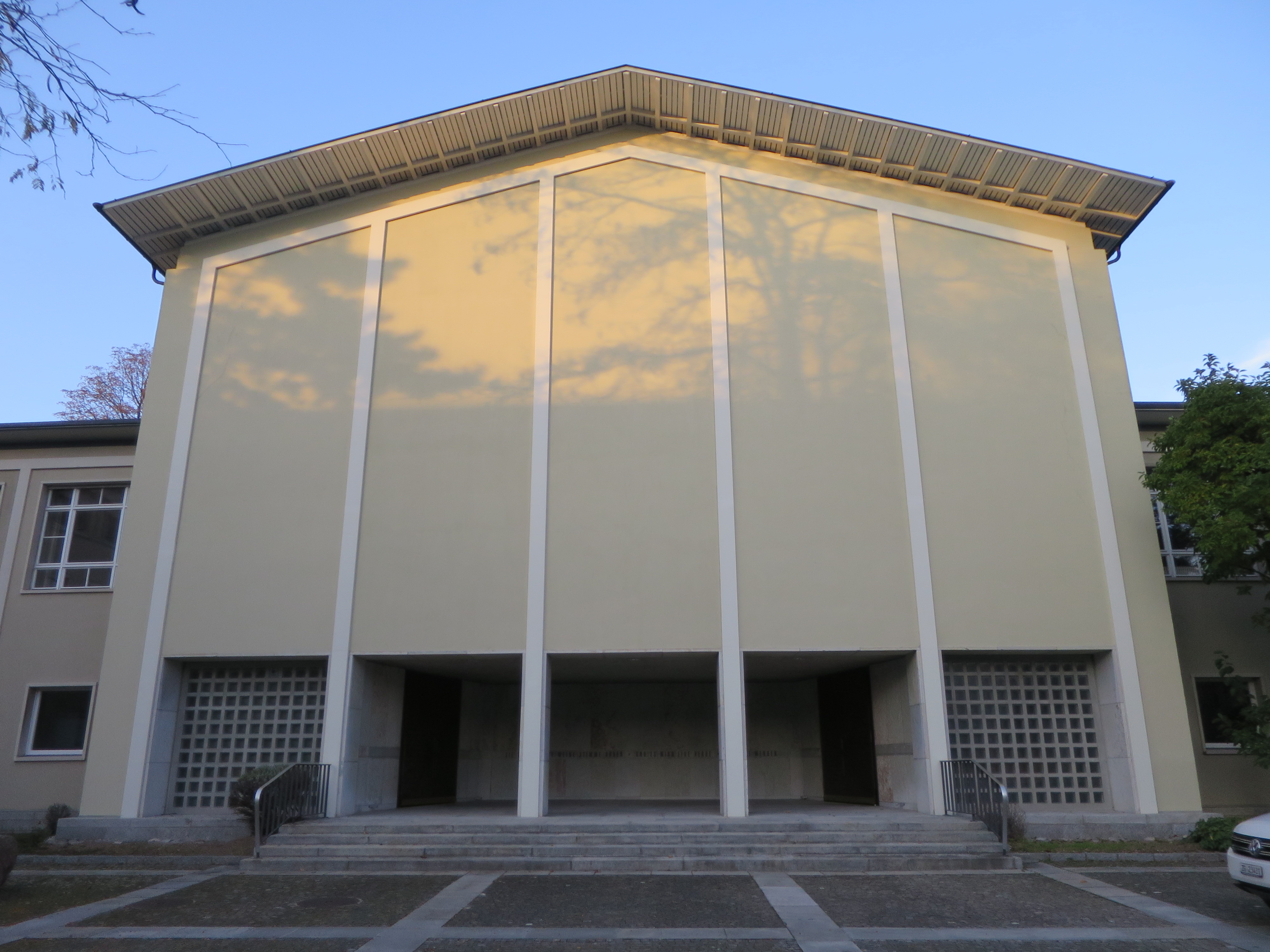
Hauptfassade mit Vorhalle
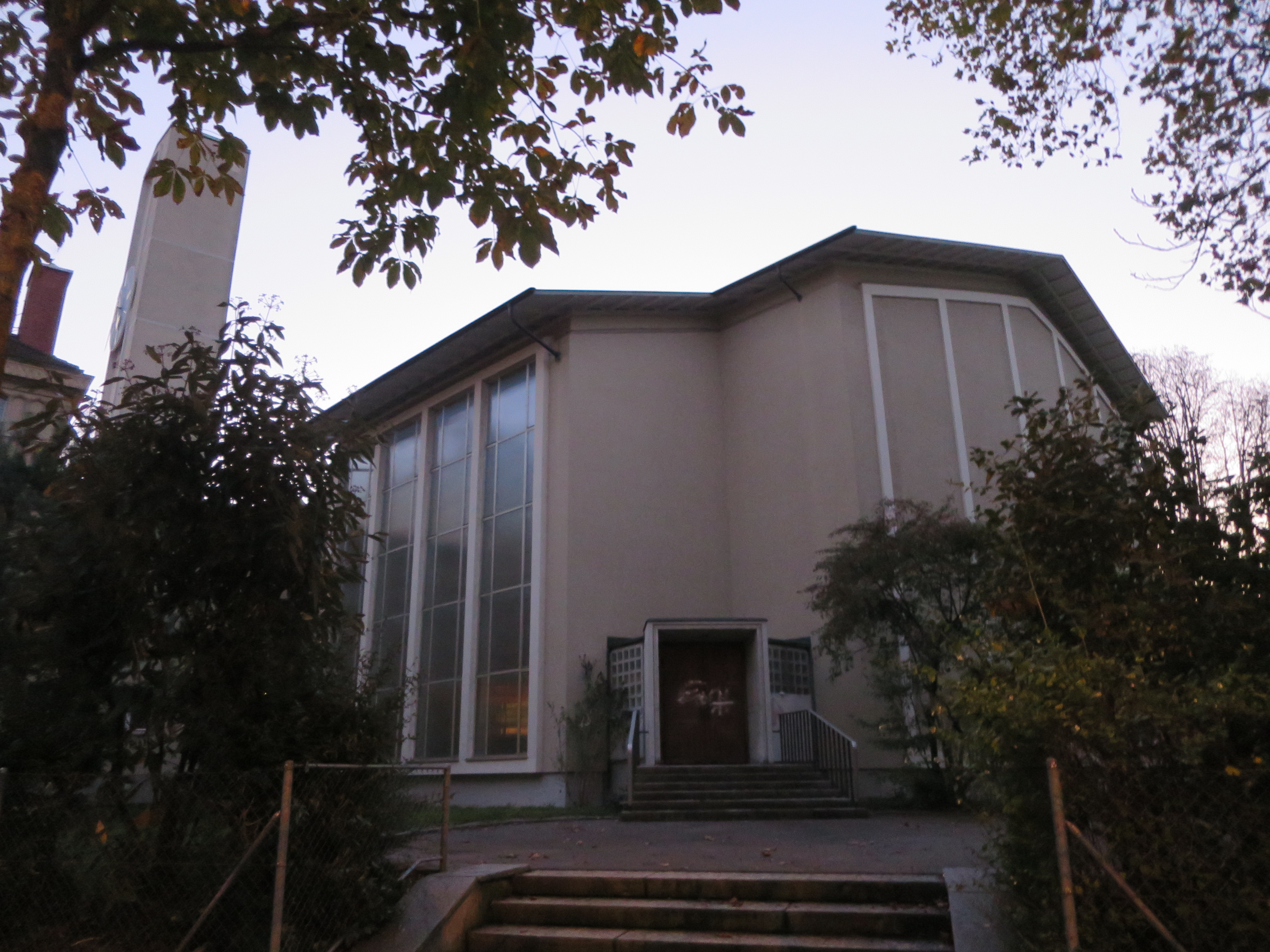
Rückseite der Kirche
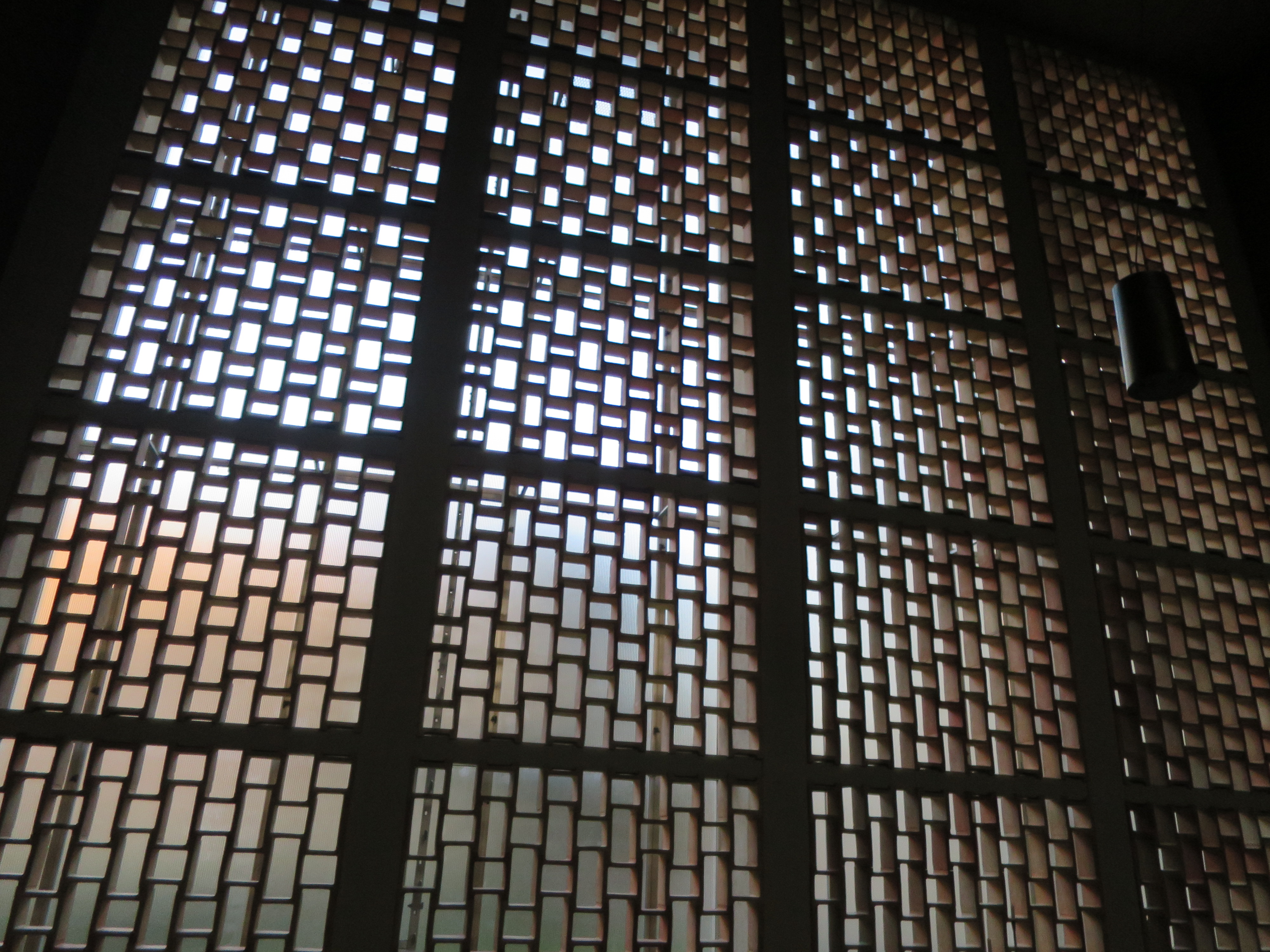
Backsteinstruktur an den Fenstern